# Orlová
Orlová (németül Orlau, lengyelül Orłowa) város Csehországban, a Karviná területen, a Cieszyn Szilézia történelmi régióban, a Morva-Sziléziai kerületben, közel a lengyel határhoz.

## Történelem

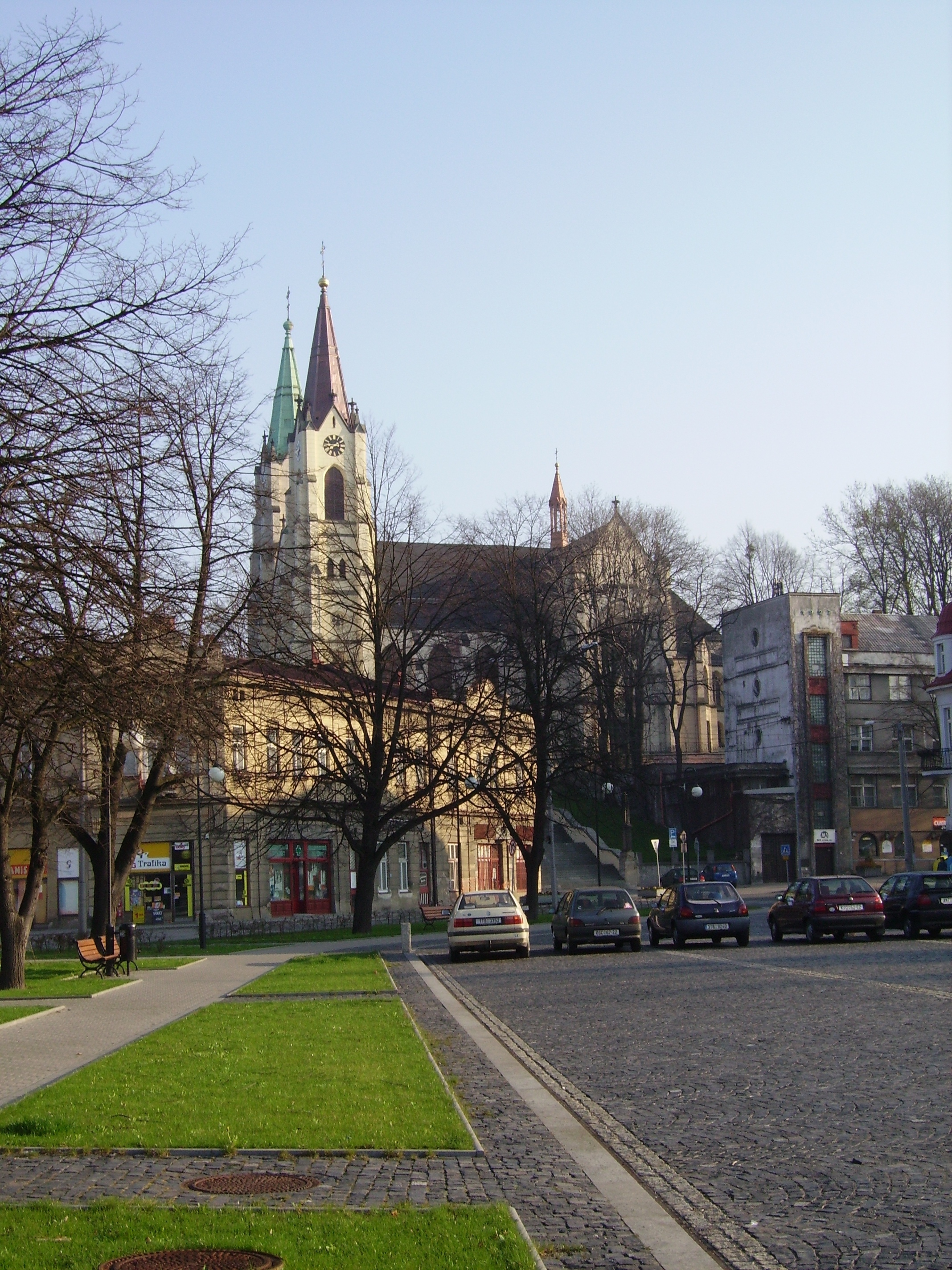
Orlová temploma

Először IX. Gergely pápa említi egy oklevélben, 1227. december 7-én. 1526 után már a Habsburg Birodalom része. A középkorban híres mezőgazdász település volt. A 19. századtól a lakosok áttértek a szénbányászatra. Innentől a város gyorsan fejlődik, népessége gyarapodik. A 20. század elején a lengyel és cseh oktatás, sport és kulturális központjává vált. Ekkor még sok zsidó és német élt a városban. 1920-tól Csehszlovákia része. 1922-ben hivatalosan is városi rangra emelték. 1925-ben a munkások sztrájkja alatt 4 embert megöltek a rendőrök. A második világháború alatt sok épületet leromboltak, köztük az 1909-es lengyel gimnáziumot is.1938-tól Lengyelországhoz csatolták, de a világháború után "visszaadták" Csehszlovákiának. Ezután elkezdődött egy nagy fejlődés a városban. Az építészet jellege is teljesen megváltozott. A legfontosabb mérföldkő az új építészetben a neogótikus katolikus templom lett. 1993-tól, Csehszlovákia felbomlása után az önálló Csehország része lett.

## Oktatás
A városban működnek cseh és lengyel középiskolák és általános iskolák. 1996-ban, már modern stílusban épült egy gimnázium a cseh gyerekek számára.

## Lakosság
A város lakosainak száma 30 000 fő körül mozog. Népsűrűsége 1300/km2.

## Politika
A város jelenlegi polgármestere Lenka Brzyszkowská. Hivatali idejének kezdete: 2022-10-21.

## Népesség
A település népessége az elmúlt években az alábbi módon változott:
| Lakosok száma | 3875 | 7806 | 9717 | 21 460 | 31 190 | 34 856 | 29 231 | 28 852 | 28 206 | 27 794 |
|               | 1869 | 1890 | 1921 | 1950   | 1980   | 2001   | 2017   | 2019   | 2022   | 2024   |

## Érdekességek
1881-ben itt született Emanuel Chobot, lengyel politikus, 1925-ben Stanislav Kolíbal cseh szobrász, 1929-ben Józef Berger lengyel politikus és teológus.
Orlová a legnagyobb lélekszámú csehországi település, ahová nem vezet vasút.